# Hugo Díaz
Artikeln följer den spanska namnseden; faderns efternamn är Díaz och moderns efternamn Rodríguez.
Hugo Díaz Rodríguez, född 9 februari 1997, är en spansk fotbollsspelare (mittfältare) som spelar för Gimnástica Segoviana.

## Klubblagskarriär

### Deportivo La Coruña
Díaz inledde sin karriär i Deportivo La Coruña och spelade för klubbens ungdoms- och reservlag innan han 2017 lånades ut till den lokala klubben Silva i fjärdedivisionen.

### Leeds United
Den 18 augusti 2017 värvades han av den engelska Championship-klubben Leeds United och spelade under säsongen för klubbens U23-lag. Den 10 april 2018 fick han på grund av skadekris i Leeds försvar göra a-lagsdebut för klubben mot Preston North End, då han blev inbytt för skadade Pontus Jansson tidigt i andra halvlek.
Under säsongen 2018/2019 var Díaz lagkapten i Leeds Uniteds U23-lag, som vann både den nordliga divisionen Professional Development League (PDL) North och därefter också den nationella PDL-titeln efter finalseger mot Birmingham City. Han lyckades dock inte slå sig in i a-laget och den 20 juni 2019 tillkännagav Díaz själv på sociala medier att han lämnat klubben.

### Getafe
Den 25 juli 2019 värvades Díaz av La Liga-klubben Getafe.